# Монтель (Тарн)
Монте́ль (фр. Montels, окс. Montelhs) — коммуна во Франции, находится в регионе Юг — Пиренеи. Департамент — Тарн. Входит в состав кантона Виньобль и Бастид. Округ коммуны — Альби.
Код INSEE коммуны — 81176.

## География

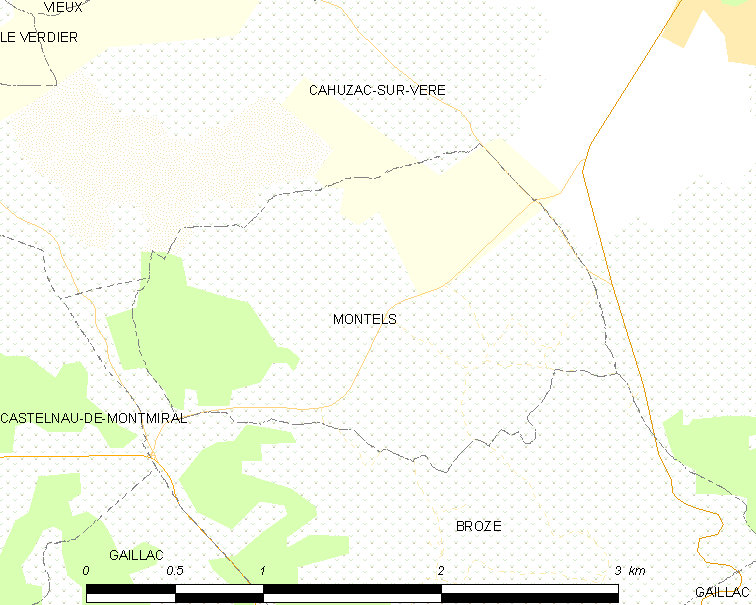
Карта коммуны

Коммуна расположена приблизительно в 550 км к югу от Парижа, в 55 км северо-восточнее Тулузы, в 21 км к западу от Альби.
Большая часть территории коммуны покрыта лесами.

## Климат
Климат умеренно-океанический. Зима мягкая и дождливая, лето жаркое с частыми грозами. Ветры довольно редки.

## Население
Население коммуны на 2010 год составляло 103 человека.
| 1962 | 1968 | 1975 | 1982 | 1990 | 1999 | 2010 |
| ---- | ---- | ---- | ---- | ---- | ---- | ---- |
| 106  | 91   | 84   | 77   | 75   | 86   | 103  |

## Администрация
| Период | Период | Фамилия       | Партия | Примечания |
| ------ | ------ | ------------- | ------ | ---------- |
| 2001   | 2014   | Жан-Пьер Гард |        |            |
| 2014   | 2020   | Людовик Ро    |        |            |

## Экономика
В 2007 году среди 66 человек в трудоспособном возрасте (15—64 лет) 52 были экономически активными, 14 — неактивными (показатель активности — 78,8 %, в 1999 году было 67,3 %). Из 52 активных работали 48 человек (24 мужчины и 24 женщины), безработных было 4 (3 мужчин и 1 женщина). Среди 14 неактивных 4 человека были учениками или студентами, 5 — пенсионерами, 5 были неактивными по другим причинам.